# Fort Meade (Maryland)
Fort Meade – CDP w Stanach Zjednoczonych, w stanie Maryland, w hrabstwie Anne Arundel. W 2000 roku liczyło 29 488 mieszkańców.